# Ципова
Ципова (рум. Țipova) — село у Резинському районі Молдови. Входить до складу комуни, адміністративним центром якої є село Лалова.

## Населення
За даними перепису населення 2004 року у селі проживали 314 осіб.
Національний склад населення села:
| Національність       | Кількість осіб | Відсоток   |
| -------------------- | -------------- | ---------- |
| молдавани румуни     | 306 3          | 97,5% 1,0% |
| росіяни              | 2              | 0,6%       |
| гагаузи              | 2              | 0,6%       |
| інша / без відповіді | 1              | 0,3%       |
| Всього               | 314            | 100%       |